# Richard Armitage
Pour les articles homonymes, voir Armitage.
Cet article concerne l'acteur britannique. Pour l'homme politique américain, voir Richard Lee Armitage.
Richard Armitage est un acteur britannique, né le 22 août 1971 à Leicester (Angleterre).
Ayant commencé sa carrière au théâtre, il débute en 1999 à la télévision dans des rôles secondaires. Sa prestation dans North and South en 2004 l'a révélé au grand public. Mais ce sont les rôles de Guy de Gisborne dans la série télévisée britannique Robin des Bois (2006-2009), et de Lucas North dans MI-5 de (2008-2010) qui l'ont vraiment fait remarquer.
Au cinéma il a tenu le rôle du seigneur nain Thorin Écu-de-chêne dans la trilogie Le Hobbit (2012-2014) de Peter Jackson, qui forme à la fois une adaptation du roman Le Hobbit (1937) de J. R. R. Tolkien, ainsi qu'une préquelle à la trilogie Le Seigneur des anneaux (2001-2003).

## Biographie

### Jeunesse et formation
Richard Crispin Armitage naît et est élevé à Huncote, un petit village près de Leicester. Son père John, est ingénieur, sa mère Margaret est secrétaire, il a un frère aîné nommé Chris. Très jeune, il apprend à jouer du violoncelle, mais aussi de la guitare et de la flûte. Il fait des études à Brockington College à Enderby, avant d'obtenir, à l'âge de 14 ans, une bourse pour le Pattison College à Coventry qui enseigne le théâtre, la musique et la danse. À 17 ans, il fait partie d'une petite troupe nommée Nachtcircus à Budapest pendant six semaines, ce qui lui permet d'obtenir son Equity card (inscription au syndicat des acteurs).
Armitage commence ensuite sa carrière en Angleterre, dans des comédies musicales (par exemple Cats), mais sa grande taille l'éloigne souvent au fond de la scène. À l'âge de 22 ans, il se tourne vers le théâtre et s'inscrit à l'université Royal Academy of Dramatic Art (RADA). À 28 ans, il passe dix-huit mois dans la Royal Shakespeare Company.
Très impliqué dans son travail, l’acteur a l’habitude, pour ses rôles, de faire des recherches et de voyager : il fut agriculteur, a visité des usines, a appris à jouer au rugby et a suivi un entrainement avec le SAS (Special Air Service). Il observe une équipe HEMS (helicopter emergency medical service) et passe du temps en compagnie d’un maître d’hôtel. Armitage est aussi un grand lecteur ; pour North and South, il se plonge dans la lecture du roman d'Elizabeth Gaskell, cela lui rappelle des souvenirs familiaux car sa grand-mère travaillait dans une usine de tissage

### Vie privée
En 2023, Richard Armitage se déclare faisant partie de la communauté LGBT. Il a fait son coming-out à ses parents à l'âge de 19 ans.

### Carrière

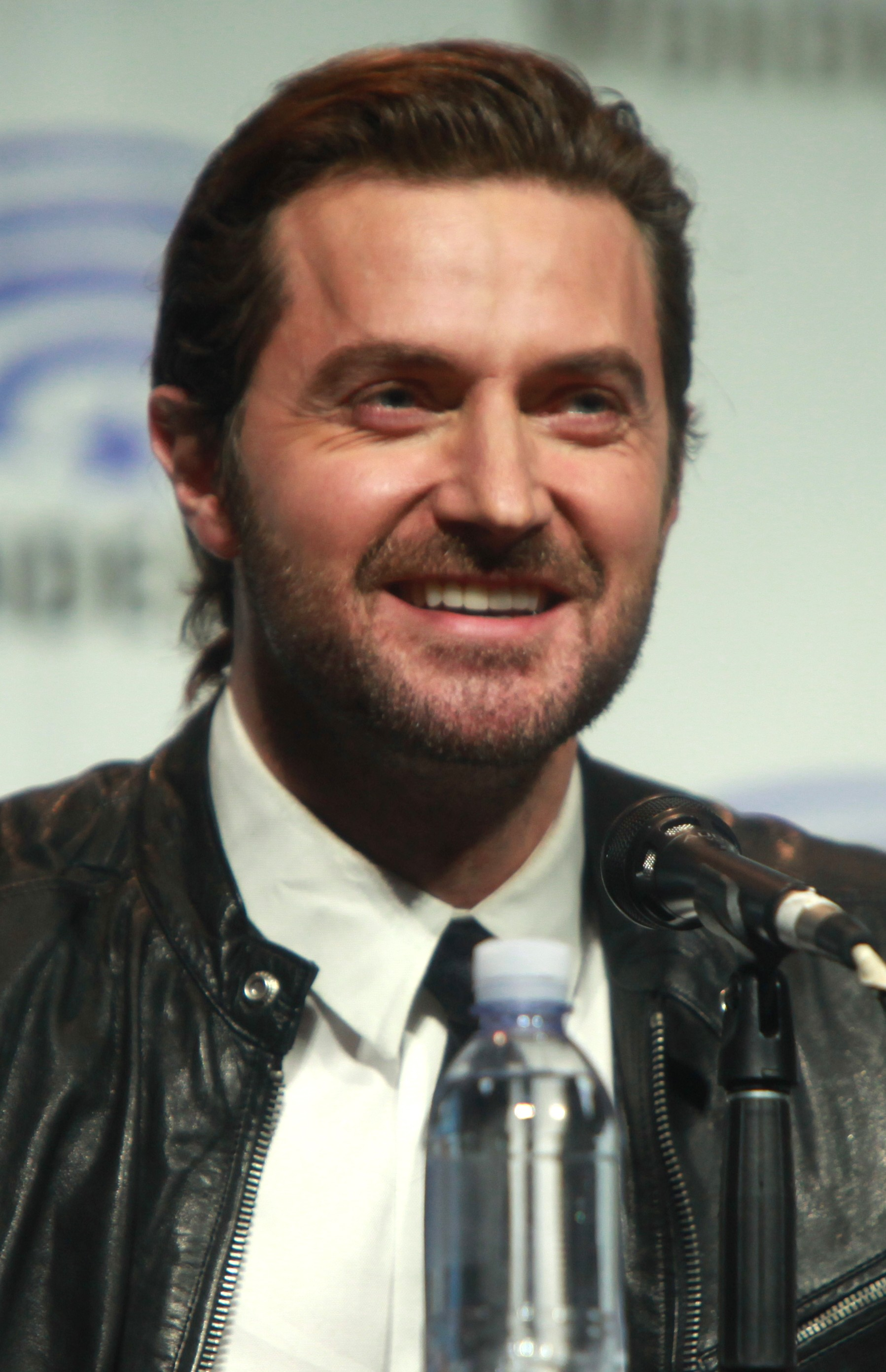
Richard Armitage au WonderCon en 2014

Après trois ans d'études au London Academy of Music and Dramatic Art (LAMDA), Richard Armitage fait sa première apparition en 1999 à la télévision dans un petit rôle dans Mariage à l'anglaise de David Kane, mais c'est Sparkhouse de Robin Shepperd qui le révèle véritablement en 2002,. Par la suite, il devient le charismatique John Thornton dans la production de la BBC North and South en 2004.
En 2006, il participe à la série télévisée britannique Robin des Bois où il interprète Guy de Gisborne, le bras droit du shérif de Nottingham. Il intègre en 2008 le casting de MI-5 (Saison 7 de Spooks en anglais) pour le rôle de Lucas North, série où il joue un bref rôle d'agent de police dans la saison 1 (4e épisode).
En mai 2009, il joue John Mulligan dans Moving On, tournée à Liverpool et début 2010, il interprète le soldat John Porter dans la mini série en 6 épisodes Strike Back, tournée en Afrique du Sud. Il joue également dans la série Spooks où il joue le rôle de Lucas North, officier supérieur du MI5 puis chef de la section D pendant les saisons 7 à 9.
De 2012 à 2014, Armitage incarne le rôle de Thorin dans la trilogie de films Le Hobbit.

## Théâtre
- 1998 : Hamlet : Bernardo
- 1999 : The Four Alice Bakers : Ritchie jeune
- 1999 : Macbeth (Royal Shakespeare Company) : Angus
- 2000 : The Duchess of Malfi (Royal Shakespeare Company) : Delio
- 2014 : The Crucible (Old Vic Theatre, Londres) : John Proctor

## Filmographie

### Cinéma
- 1999 : Mariage à l'anglaise (This Year’s Love) de David Kane : l'homme béat à la fête
- 1999 : Star Wars, épisode I : La Menace fantôme (The Phantom Menace) de George Lucas : pilote de chasse de la planète Naboo
- 2005 : Frozen de Juliet McKoen : Steven
- 2011 : Captain America: First Avenger (Captain America: The First Avenger) de Joe Johnston : Heinz Kruger
- 2012 : Le Hobbit : Un voyage inattendu (The Hobbit: An Unexpected Journey) de Peter Jackson : Thorin Écu-de-chêne
- 2013 : Le Hobbit : La Désolation de Smaug (The Hobbit: The Desolation of Smaug) de Peter Jackson : Thorin Écu-de-chêne
- 2014 : Black Storm (Into the Storm) de Steven Quale : Gary Fuller
- 2014 : Le Hobbit : La Bataille des Cinq Armées (The Hobbit: The Battle of the Five Armies) de Peter Jackson : Thorin Écu-de-chêne
- 2016 : Alice de l'autre côté du miroir (Alice Through the Looking Glass) de James Bobin : le roi Oléron, père de la reine Rouge et la reine Blanche
- 2017 : Last Crusade - Les Gardiens de la relique (Pilgrimage) de Brendan Muldowney : Raymond de Merville
- 2018 : Ocean's 8 de Gary Ross : Claude Becker
- 2019 : The Lodge de Veronika Franz et Severin Fiala : Richard
- 2020 : My Zoé de Julie Delpy : James
- 2021 : Space Sweepers (승리호) de Jo Sung-hee : James Sullivan

### Télévision

#### Séries télévisées
- 1995 : Boon (en) : Homme dans le pub
- 1999 : Cléopâtre (Cleopatra) : Epiphanes
- 2001 : Casualty - Playing with Fire : Craig Parker
- 2001 : Doctors - Good Companions : Tom Steel
- 2001 : Macbeth (Royal Shakespeare Company) : Angus
- 2002 : MI-5 (Spooks) (saison 1) - Question de confiance (Traitor's Gate) : Bob (apparition)
- 2002 : Sparkhouse : John Standring
- 2003 : Cold Feet : Amours et petits bonheurs (saison 5) : Lee
- 2003 : Ultimate Force (saison 2) : Capitaine Ian Macalwain
- 2003 : Between The Sheets : Paul Andrews
- 2004 : North and South : John Thornton
- 2005 : ShakespeareRe-Told (Macbeth) : Peter Macduff
- 2005 : Golden Hour : urgences extrêmes (The Golden Hour) : Dr Alec Track
- 2005 : Meurtres à l'anglaise (Inspector Lynley Mysteries) - Proportion divine (In Divine Proportion) : Philip Turner
- 2005 : Malice Aforethought : William Chatford
- 2006 : The Impressionists : Claude Monet jeune
- 2006 : The Vicar of Dibley : Harry Jasper Kennedy
- 2006 - 2009 : Robin des Bois (Robin Hood) (saisons 1 à 3) : Sir Guy de Gisborne
- 2007 : Inspecteur George Gently : Ricky Deeming
- 2007 : Miss Marie Lloyd - Queen of The Music Hall : Percy Courtenay
- 2007 : Miss Marple - Témoin indésirable (Ordeal by Innocence) : Philip Durrant
- 2008 - 2010 : MI-5 (Spooks) (saisons 7 à 9) : Lucas North
- 2009 : Moving On - Drowning Not Waving : John Mulligan
- 2010 - 2011 : Strike Back : John Porter
- 2015 : Hannibal : Francis Dolarhyde / Le Dragon Rouge
- 2016 : Berlin Station : Daniel Miller
- 2020 : Intimidation : Adam Price
- 2021 : Ne t'éloigne pas : Ray (8 épisodes)
- 2023 : Obsession : William Farrow (4 épisodes)
- 2024 : Double piège (Fool Me Once) : Joe Burkett
- 2025 : Tu me manques (I Miss You) : Stagger

#### Séries d'animation
- 2017-2021 : Castlevania : Trevor Belmont
- 2024 : Tomb Raider : La Légende de Lara Croft (Tomb Raider: The Legend of Lara Croft) : Devereaux

### Fiction audio
- 2018 : Wolverine: The Long Night (en) : Logan / Wolverine
- 2019 : Wolverine: The Lost Trail (en) : Logan / Wolverine

## Voix off

### Livres audio
- 2006 : Robin Hood: Will You Tolerate This?
- 2006 : Robin Hood: Sheriff Got Your Tongue?
- 2006 : Robin Hood: Who Shot The Sheriff?
- 2006 : Robin Hood: Parent Hood
- 2007 : The Lords of the North
- 2009 : Robin Hood: The Witch Finders
- 2009 : Robin Hood: The Siege
- 2009 : Sylvester
- 2010 : Venetia
- 2010 : The Convenient Marriage
- 2016 : David Copperfield
- 2017 : The Strange Case of Dr. Jekyll and Mr. Hyde
- 2018 : The Tattooist of Auschwitz
- 2018 : The Man from San Petersburg
- 2019 : The Taking of Annie Thorne

### Radio
- 2007 : The Ted Hughes Letters : Ted Hughes sur BBC Radio 4 (29 octobre 2007)
- 2007 : A War Less Ordinary sur BBC Radio 2 (10 novembre 2007)
- 2010 : BBC Radio 4: Clarissa: The History of a Young Lady

### Narrateur
- 2006 : CBeebies stories (Winnie in Winter, I'm not going out there!, The Lost Acorns, Flat Stanley, Trouble at the Dinosaur Cafe) sur CBeebies (9-13 octobre 2006)
- 2007 : Empire's Children sur Channel 4 (2 juillet 2007)
- 2009 : Homes from Hell sur ITV (3 mars 2009)
- 2009 : The Great Sperm Race sur Channel 4 (23 mars 2009)
- 2010 : BBC 2: The Natural World, Forest Elephants: Rumbles in the Jungle
- 2010 : Advert: Santander lego bridge advert
- 2010 : BBC Radio 4: Clarissa: The History of a Young Lady

## Distinctions
- Saturn Awards 2015 : Meilleur acteur dans un second rôle pour The Hobbit: The Battle of the Five Armies
- Saturn Awards 2016 : Meilleur acteur de télévision dans un second rôle pour Hannibal

## Voix francophones
En version française, Richard Armitage est principalement doublé par Xavier Fagnon, qui lui prête sa voix entre 2012 et 2019, dans la trilogie Le Hobbit, Black Storm, Brain on Fire et Berlin Station. Auparavant, il avait été doublé à deux reprises par Stéphane Ronchewski dans les séries MI-5 et Strike Back, avant que celui-ci ne le retrouve pour la série Hannibal. Plus récemment, il a été doublé à deux occasions par Bruno Choël dans Intimidation et Tu me manques (en).
À titre exceptionnel, Richard Armitage a été doublé par Sébastien Finck dans Beaucoup de bruit pour rien (en), Alexis Victor dans Golden Hour : Urgences extrêmes, Gilles Morvan dans la série Robin des Bois, Raphaël Cohen dans Alice de l'autre côté du miroir, Serge Biavan dans Ocean's 8 et Mario Bastelica dans Double piège.
Versions françaises
- Xavier Fagnon dans Trilogie de films Le Hobbit, Black Storm, Berlin Station, Brain on Fire
- Stéphane Ronchewski dans MI-5, Strike Back, Hannibal